# Salvatore Nunnari
Salvatore Nunnari (ur. 11 czerwca 1939 w Reggio di Calabria) – włoski arcybiskup katolicki, metropolita Cosenza-Bisignano w latach 2004-2015.

## Życiorys
Święcenia kapłańskie przyjął 12 lipca 1964 w Reggio di Calabria. Inkardynowany do archidiecezji Reggio Calabria, pracował jako wikariusz i proboszcz jednej z parafii w Reggio di Calabria. W archidiecezji odpowiadał m.in. za duszpasterstwo skautów i ludzi pracy.
30 stycznia 1999 wybrany arcybiskupem Sant’Angelo dei Lombardi-Conza-Nusco-Bisaccia. Sakrę biskupią otrzymał 20 marca 1999.
Decyzją papieża Jana Pawła II 18 grudnia 2004 Nunnari został mianowany metropolitą Cosenza-Bisignano (ingres odbył się 26 lutego 2005), a Benedykt XVI 10 sierpnia 2010 powierzył mu także urząd administratora apostolskiego italo-albańskiej eparchii Lungro (do 12 maja 2012).
15 maja 2015 przeszedł na emeryturę.

## Publikacje
- Pensieri sparsi, ed. Costruiamo insieme la comunità, Reggio Calabria, 2000
- Scelta e condivisione, Rubbettino, Soveria Mannelli, 2005